# Tsagaan Sar

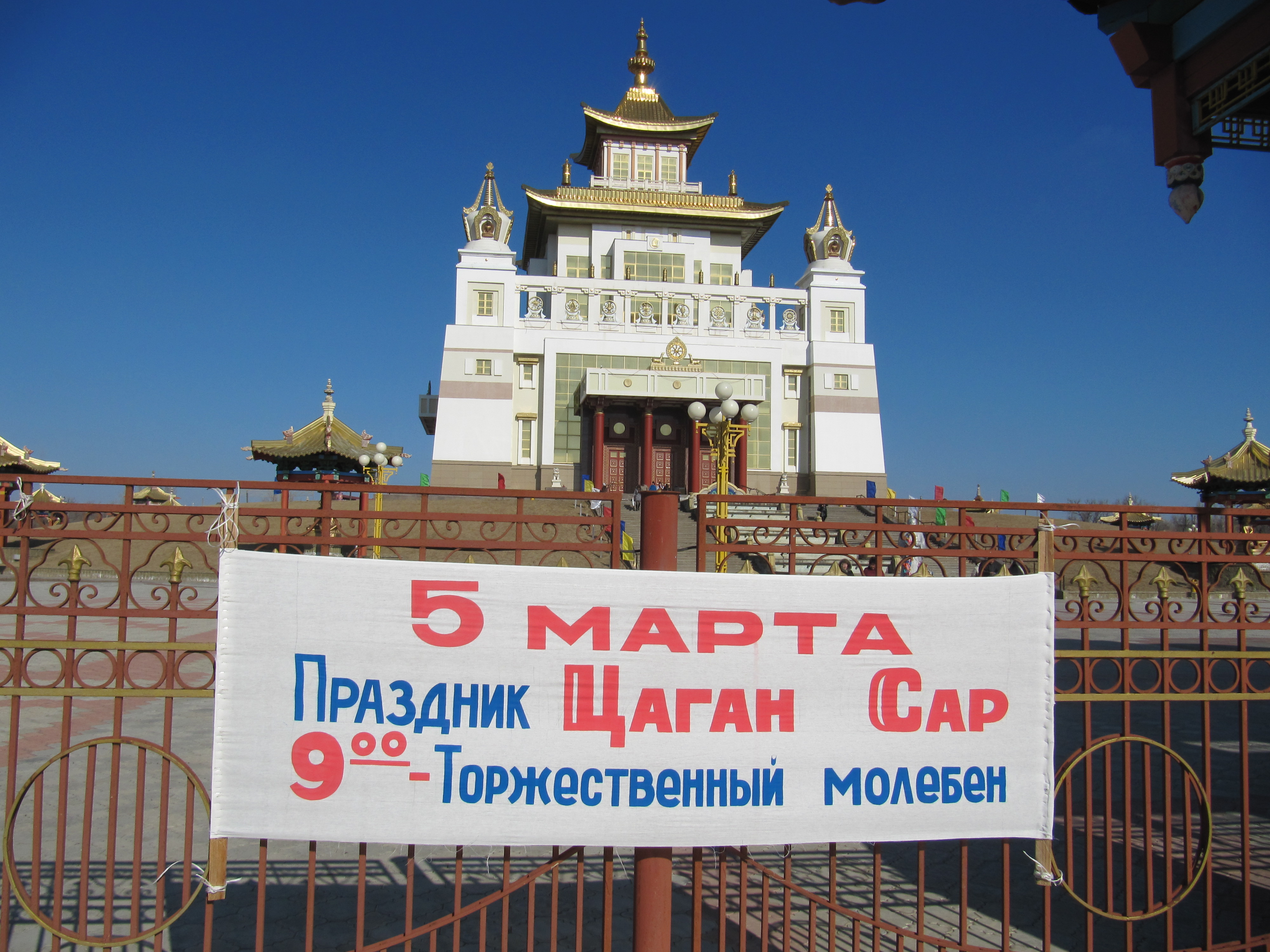

Lo Tsagaan Sar (mongolo: Цагаан сар, luna bianca o mese bianco) è il Capodanno lunisolare mongolo. Spesso si celebra nello stesso periodo circa del Capodanno cinese, sebbene possa esserci uno spostamento di un mese lunare, tuttavia lo Tsagaan Sar mongolo è più strettamente correlato, per quanto riguarda gli aspetti culturali, al capodanno tibetano, detto Losar. Questa festa è originariamente celebrata in autunno e ha influenze sciamaniche.

## Usanze
La festa della Luna Bianca, o Tsagaan Sar, viene celebrata due mesi in seguito al primo novilunio dopo il solstizio d'inverno, ed è una delle più importanti festività mongole. 
Nel periodo del Capodanno, le famiglie fanno ardere candele sugli altari, che simboleggiano l'illuminazione buddhista. Il saluto tipico durante le festività è Amar mend uu? (che significa approssimativamente Stai bene e in pace?) oppure Amar bain uu?, frase molto formale con cui usualmente ci si rivolge alle persone ed ai parenti più anziani. Durante il saluto, è usanza stringere i gomiti della persona che con cui si sta parlando come segno di supporto, inoltre gli anziani ricevono il saluto da tutti gli altri membri della famiglia, con l'eccezione del proprio partner. Nei giorni di festa la gente fa visita ai propri parenti, incontrandosi solitamente a casa del membro più anziano della famiglia, e si scambia regali. L'abbigliamento tipico è composto dal costume nazionale mongolo in tutte le sue parti, e durante la cerimonia dei saluti i membri della famiglia tengono in mano lunghi pezzi di stoffa colorata che si chiamano khadag. Dopo la cerimonia, tutta la famiglia al completo si dedica al pasto, composto da riso e giuncata, latticini ed una bevanda tipica chiamata airag.
Il giorno prima dello Tsagaan Sar si chiama Bituun, parola che si traduce come "luna nera" ed indica la fase di novilunio, seguita dallo Shined (luna crescente), dal Tergel (plenilunio) e dallo Huuchid (luna calante). Nel giorno del Bituun le persone si dedicano alla pulizia della casa, mentre i pastori nelle fattorie riorganizzano e puliscono i granai per accogliere il nuovo anno con una ventata di freschezza. Nello stesso giorno si bruciano anche delle candele, come simbolo dell'illuminazione del saṃsāra e di tutti gli esseri senzienti, inoltre si mettono tre pezzi di ghiaccio fuori dalla porta di ogni casa, poiché vi è la credenza che la divinità Palden Lhamo sia solita visitare le case della gente ed il suo cavallo si abbeveri con il ghiaccio sciolto. Di sera le famiglie ristrette si riuniscono e danno l'addio al vecchio anno mangiando latticini ed un piatto tipico di nome buuz. Tradizionalmente, questo giorno viene utilizzato anche per pagare tutti i debiti accumulati in un anno e concludere affari.
I piatti tipici consumati durante il periodo festivo sono per lo più composti da riso con cagliata (tsagaa-цагаа) o con uva passa (berees-бэрээс), biscotti tradizionali che vengono sistemati a piramide a simboleggiare il Monte Meru oppure il regno di Shambhala, un piatto conosciuto come buuz (preparato con manzo o montone tritato, cotto al vapore dentro della pasta insieme a carne di pecora grigliata), carne di cavallo e biscotti tradizionali. L'organizzazione della festa dello Tsagaan Sar richiede una preparazione di giorni, a causa delle grandi quantità di cibo preparato, che viene congelato per essere poi consumato insieme alla famiglia estesa.

## Date
Il calendario mongolo, redatto con un sistema chiamato Tegus Buyantu (Төгсбуянт), è un calendario lunisolare. Lo Tsagaan Sar è festeggiato dal primo al terzo giorno del primo mese lunare.
| Anno gregoriano | Anno mongolo       | Tsagaan Sar*              | Elemento ed animale    |
| --------------- | ------------------ | ------------------------- | ---------------------- |
| 1989            |                    | 7 febbraio - 10 febbraio  | donna, terra, serpente |
| 1990            |                    | 26 febbraio - 28 febbraio | uomo, ferro, cavallο   |
| 1991            | Төрөлхтний эзэн    | 15 febbraio - 17 febbraio | donna, ferro, pecora   |
| 1992            | Ангира             | 4 febbraio - 7 febbraio   | uomo, acqua, serpente  |
| 1993            |                    | Febbraio - febbraio       | donna, acqua, scimmia  |
| 1994            | Бода               | 11 febbraio - 13 febbraio | uomo, legno, cane      |
| 1995            |                    | Febbraio - febbraio       | donna, legno, maiale   |
| 1996            | Баригч             | 19 febbraio - 21 febbraio | uomo, fuoco, topo      |
| 1997            | Эрхэт              | 8 febbraio - 10 febbraio  | donna, fuoco, bestiame |
| 1998            |                    | Febbraio - febbraio       | uomo, terra, tigre     |
| 1999            |                    | Febbraio - febbraio       | donna, terra, coniglio |
| 2000            |                    | Febbraio - febbraio       | uomo, ferro, drago     |
| 2001            | Сүргийн манлай     | 24 gennaio - 26 gennaio   | donna, ferro, serpente |
| 2002            | Элдэв              | 13 febbraio - 15 febbraio | uomo, acqua, cavallo   |
| 2003            | Наран              | 2 febbraio - 4 febbraio   | donna, acqua, pecora   |
| 2004            | Наран гэтэлгэгч    | 21 febbraio - 23 febbraio | uomo, legno, scimmia   |
| 2005            | Газар тэтгэгч      | 9 febbraio - 11 febbraio* | donna, legno, gallo    |
| 2006            | Барагдашгүй        | 30 gennaio - 1º febbraio  | uomo, fuoco, cane      |
| 2007            | Хамгийг номхотгогч | 18 febbraio - 20 febbraio | donna, fuoco, maiale   |
| 2008            | Хотолыг баригч     | 8 febbraio - 10 febbraio  | uomo, terra, topo      |
| 2009            | Харшлалт           | 25 febbraio - 27 febbraio | donna, terra, bestiame |
| 2010            | Тийн урвагч        | 14 febbraio - 17 febbraio | uomo, ferro, tigre     |

* Nota: La data di inizio dello Tsagaan Sar dipende dal fuso orario in cui ci si trova. Per esempio, nel 2005 il Losar è iniziato l'8 febbraio negli Stati Uniti, ed il 9 febbraio in Asia.